# Дзюцю Ухуей
Дзюцю Ухуей (на китайски: 沮渠無諱; на пинин: Jǔqú Wúhuì) е владетел на Гаочан, управлявал от 442 до 444 година.

## Биография
Той е син на хунския цар на Северна Лян Дзюцю Мънсюн и по-малък брат на неговия наследник Дзюцю Мудзиен. Най-ранното севедение за него е от 437 година, когато е назначен за управител на Дзиуцюен. След унищожаването на Северна Лян от Северна Уей и смъртта на Дзюцю Мудзиен през 439 година Дзюцю Ухуей изоставя Дзиуциен и се оттегля на запад в Дунхуан.
През 440 година Дзюцю Ухуей си връща Дзиуцюен и успява да сключи мир със Северна Уей, която му признава титлата княз на Дзиуцюен, но няколко месеца по-късно войната е подновена и Дзиуцюен отново е завзет от Северна Уей. Опасявайки се от продължаващо настъпление на Северна Уей, през 442 година Дзюцю Ухуей се насочва на запад и завзема царството Шаншан в югоизточната част на Таримския басейн. През есента на същата година той превзема Гаочан и премества там своята столица. Признава се за васал на далечната империя Лю Сун, получавайки от нея титлата княз на Хъси.
Дзюцю Ухуей умира през 444 година и е наследен от брат си Дзюцю Анджоу.